# Sudamericano de Futsal Sub-20 de 2018

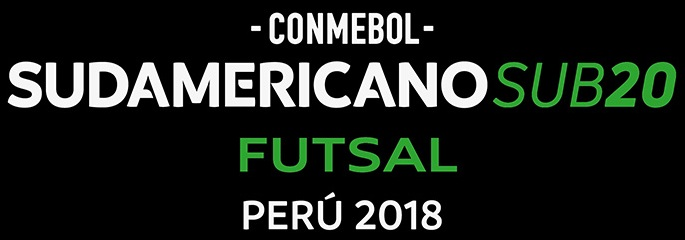
Conmebol Sudamericano Sub-20 de Futsal Perú 2018

El Sudamericano de Futsal Sub-20 de 2018 fue un torneo de selecciones masculinas juveniles de futsal de Sudamérica. Se realizó en Lima (Perú) del 4 al 11 de noviembre, organizado por la Confederación Sudamericana de Fútbol.
Participaron las diez selecciones nacionales de futsal afiliadas a la Conmebol. En la primera fase del torneo, los equipos se dividieron en dos grupos de cinco equipos, y los equipos de cada grupo se enfrentaron entre sí todos contra todos. Los dos mejores equipos de cada grupo avanzaron a semifinales, y los dos ganadores disputaron la final.

## Equipos participantes
| Equipos participantes | Equipos participantes | Equipos participantes | Equipos participantes | Equipos participantes |
| --------------------- | --------------------- | --------------------- | --------------------- | --------------------- |
| Argentina             | Bolivia               | Brasil                | Chile                 | Colombia              |
| Ecuador               | Paraguay              | Perú                  | Uruguay               | Venezuela             |

## Primera fase

### Grupo A
| Equipo    | Pts | PJ | PG | PE | PP | GF | GC | Dif |
| --------- | --- | -- | -- | -- | -- | -- | -- | --- |
| Brasil    | 12  | 4  | 4  | 0  | 0  | 29 | 4  | 25  |
| Argentina | 9   | 4  | 3  | 0  | 1  | 14 | 9  | 5   |
| Colombia  | 6   | 4  | 2  | 0  | 2  | 9  | 12 | -3  |
| Uruguay   | 3   | 4  | 1  | 0  | 3  | 4  | 17 | -13 |
| Ecuador   | 0   | 4  | 0  | 0  | 4  | 5  | 19 | -14 |

| 4 de noviembre de 2018, 15:00 | Brasil                                                                                                | 8:0 | Ecuador | Complejo Deportivo FPF, Lima, Perú |  |
|                               | Leonardo Caetano · Ricardo Lemos · Luiz Martín · Evrando Borges · Kelvin Oliveira · Giovanny Da Silva |     |         |                                    |  |

| 4 de noviembre de 2018, 17:00 | Colombia       | 1:3 | Argentina          | Complejo Deportivo FPF, Lima, Perú |  |
|                               | Roger Zabaleta |     | Leandro Altamirano |                                    |  |

| 5 de noviembre de 2018, 15:00 | Argentina                                         | 3:1 | Uruguay    | Complejo Deportivo FPF, Lima, Perú |  |
|                               | Andrés Geraghty · Nicolás Rosa · Ezequiel Ramírez |     | Kevin Sosa |                                    |  |

| 5 de noviembre de 2018, 17:00 | Colombia                     | 3:2 | Ecuador                           | Complejo Deportivo FPF, Lima, Perú |  |
|                               | Eduardo Riaño · Richard Ríos |     | Cristh Rivera · Cristian Peñafiel |                                    |  |

| 6 de noviembre de 2018, 15:00 | Colombia      | 1:7 | Brasil                                                                        | Complejo Deportivo FPF, Lima, Perú |  |
|                               | Eduardo Riaño |     | Evandro Borges · Higor Robeiro · André Gomes · Leonardo Caetano · Luis Felipe |                                    |  |

| 6 de noviembre de 2018, 17:00 | Uruguay                      | 2:1 | Ecuador        | Complejo Deportivo FPF, Lima, Perú |  |
|                               | Agustín Luna · Juan Silvotti |     | Feliz Alvarado |                                    |  |

| 7 de noviembre de 2018, 15:00 | Argentina                                                           | 6:2 | Ecuador                     | Complejo Deportivo FPF, Lima, Perú |  |
|                               | Leandro Altamirano · Nahuel Urriza · Mateo Flores · Andrés Geragthy |     | Renso Torres · Carlos Lucas |                                    |  |

| 7 de noviembre de 2018, 17:00 | Brasil                                                                                             | 9:1 | Uruguay    | Complejo Deportivo FPF, Lima, Perú |  |
|                               | Leonardo Caetano · Evandro Borges · Higor Robeiro · André Gómes · Arthur Rodrigues · Alisson Neves |     | Kevin Sosa |                                    |  |

| 8 de noviembre de 2018, 15:00 | Uruguay | 0:4 | Colombia                                                         | Complejo Deportivo FPF, Lima, Perú |  |
|                               |         |     | Brian Zapata · Eduardo Riaño · Ignacio Oper A.G.' · Juan Cuellar |                                    |  |

| 8 de noviembre de 2018, 17:00 | Argentina                         | 2:5 | Brasil                                               | Complejo Deportivo FPF, Lima, Perú |  |
|                               | Nicolás Rosa · Leandro Altamirano |     | Allison Neves · Giovanny Da Silva · Leonardo Caetano |                                    |  |

### Grupo B
| Equipo    | Pts | PJ | PG | PE | PP | GF | GC | Dif |
| --------- | --- | -- | -- | -- | -- | -- | -- | --- |
| Venezuela | 9   | 4  | 3  | 0  | 1  | 13 | 7  | 6   |
| Paraguay  | 6   | 4  | 2  | 0  | 2  | 14 | 8  | 6   |
| Perú      | 6   | 4  | 2  | 0  | 2  | 14 | 11 | 3   |
| Bolivia   | 6   | 4  | 2  | 0  | 2  | 11 | 14 | -3  |
| Chile     | 3   | 4  | 1  | 0  | 3  | 8  | 20 | -13 |

| 4 de noviembre de 2018, 19:00 | Perú                                           | 7:2 | Chile                           | Complejo Deportivo FPF, Lima, Perú |  |
|                               | Pablo Almeida · Harold Bossio · Richard Leguía |     | Joshua Barrios · Nicolás Chacón |                                    |  |

| 4 de noviembre de 2018, 21:00 | Venezuela                                      | 3:2 | Bolivia     | Complejo Deportivo FPF, Lima, Perú |  |
|                               | Enso Valbuena · Óscar Fernandez · Andrés Terán |     | Yderf Yucra |                                    |  |

| 5 de noviembre de 2018, 19:00 | Perú | 0:5 | Paraguay                                                       | Complejo Deportivo FPF, Lima, Perú |  |
|                               |      |     | Julio Ayala · Pedro Pascottini · Paulo Rodríguez · Henry López |                                    |  |

| 5 de noviembre de 2018, 21:00 | Chile          | 1:3 | Bolivia                                 | Complejo Deportivo FPF, Lima, Perú |  |
|                               | Nicolás Chacón |     | Joel Mamani · Yderf Yucra · Bruno Tecos |                                    |  |

| 6 de noviembre de 2018, 19:00 | Venezuela                      | 4:5 | Chile                                                             | Complejo Deportivo FPF, Lima, Perú |  |
|                               | Andrés Terán · Josué Rodríguez |     | Nicolás Lagos · Andrew Lazo · Matías Schiaffino · Martín Albornoz |                                    |  |

| 6 de noviembre de 2018, 21:00 | Paraguay                                             | 3:5 | Bolivia                                 | Complejo Deportivo FPF, Lima, Perú |  |
|                               | Pedro Pascottini · Paulo Rodríguez · Alcides Giménez |     | Kevin Magne · Yderf Yucra · Bruno Tecos |                                    |  |

| 7 de noviembre de 2018, 19:00 | Perú                                                                             | 7:1 | Bolivia    | Complejo Deportivo FPF, Lima, Perú |  |
|                               | Harold Bossio · Juan Castro · Pablo Almeida · Richard Leguia · Alexander Bellozo |     | José Oliva |                                    |  |

| 7 de noviembre de 2018, 21:00 | Paraguay | 0:3 | Venezuela                                          | Complejo Deportivo FPF, Lima, Perú |  |
|                               |          |     | Óscar Fernández · Keneth Rengifo · Josué Rodríguez |                                    |  |

| 8 de noviembre de 2018, 19:00 | Perú | 0:3 | Venezuela                        | Complejo Deportivo FPF, Lima, Perú |  |
|                               |      |     | Josué Rodríguez · , Andrés Terán |                                    |  |

| 8 de noviembre de 2018, 21:00 | Paraguay                                                                        | 6:0 | Chile | Complejo Deportivo FPF, Lima, Perú |  |
|                               | Julio Ayala · Pedro Pascottini · José Bobadilla · Henry Lopez · Paulo Rodríguez |     |       |                                    |  |

## Fase final

### Cuadro de desarrollo
|  | Semifinales             | Semifinales             |           |             | Final                   | Final                   |  |
|  | 10 de noviembre de 2018 | 10 de noviembre de 2018 |           |             | 11 de noviembre de 2018 | 11 de noviembre de 2018 |  |
|  |                         |                         |           |             |                         |                         |  |
|  |                         |                         |           |             |                         |                         |  |
|  | Brasil                  | 8                       |           |             |                         |                         |  |
|  | Brasil                  | 8                       |           |             |                         |                         |  |
|  | Paraguay                | 1                       |           |             |                         |                         |  |
|  | Paraguay                | 1                       |           | Brasil (p.) | 5 (2)                   |                         |  |
|  |                         |                         |           | Brasil (p.) | 5 (2)                   |                         |  |
|  |                         |                         | Argentina | 5 (0)       |                         |                         |  |
|  | Venezuela               | 2                       | Argentina | 5 (0)       |                         |                         |  |
|  | Venezuela               | 2                       |           |             |                         |                         |  |
|  | Argentina               | 5                       |           |             | Tercer lugar            | Tercer lugar            |  |
|  | Argentina               | 5                       |           |             | Tercer lugar            | Tercer lugar            |  |
|  |                         |                         |           |             |                         |                         |  |
|  |                         |                         |           |             | Venezuela               | 2                       |  |
|  |                         |                         |           |             | Venezuela               | 2                       |  |
|  |                         |                         |           |             | Paraguay                | 5                       |  |
|  |                         |                         |           |             | Paraguay                | 5                       |  |
|  |                         |                         |           |             |                         |                         |  |

### Noveno puesto
| 10 de noviembre de 2018, 17:00 | Ecuador                                                                                     | 11:1 | Chile           | Complejo Deportivo FPF, Lima, Perú |  |
|                                | Feliz Alvarado · Fernando Vera · David Pauta · Bryan Salazar · Renso Torres · Cristh Rivera |      | Martín Albornoz |                                    |  |

### Séptimo puesto
| 11 de noviembre de 2018, 14:00 | Uruguay                          | 4:3 | Bolivia                  | Complejo Deportivo FPF, Lima, Perú |  |
|                                | Germán Machín · Nicolás Martínez |     | Jorge López · José Oliva |                                    |  |

### Quinto puesto
| 11 de noviembre de 2018, 16:00 | Colombia                                       | 3:1 | Perú          | Complejo Deportivo FPF, Lima, Perú |  |
|                                | Diego Figueroa · Eduardo Riaño · Brayan Zapata |     | Pablo Almeida |                                    |  |

### Semifinal
| 10 de noviembre de 2018, 19:00 | Venezuela                      | 2:5 | Argentina                                                                  | Complejo Deportivo FPF, Lima, Perú |  |
|                                | Óscar Fernández · José Ascanio |     | Agustín Raggiati · Ezequiel Ramírez · Marcos González · Leandro Altamirano |                                    |  |

| 10 de noviembre de 2018, 21:00 | Brasil                                                                                                   | 8:1 | Paraguay    | Complejo Deportivo FPF, Lima, Perú |  |
|                                | Arthur Rodrigues · Leonardo Caetano · Ricardo Lemos · Evandro Borges · Daniel Airoso · Giovanny Da Silva |     | Diego Poggi |                                    |  |

### Tercer puesto
| 11 de noviembre de 2018, 18:00 | Venezuela       | 2:5 | Paraguay                                                      | Complejo Deportivo FPF, Lima, Perú |  |
|                                | Óscar Fernández |     | Paulo Rodríguez · Víctor Giménez · Alan Rojas · Iván González |                                    |  |

### Final
| 11 de noviembre de 2018, 20:00 | Brasil                                                              | 5:5 (t. s.)(2-0 p.)        | Argentina                                             | Complejo Deportivo FPF, Lima, Perú |  |
|                                | Evandro Borges · Alisson Neves · Higor Robeiro · Leonardo Caetano · |                            | Ezequiel Ramírez · Agustín Raggiati · Andrés Geraghty |                                    |  |
|                                |                                                                     | Tiros desde el punto penal |                                                       |                                    |  |
|                                | Higor Robeiro · Alisson Neves                                       |                            | Andrés Geraghty · Agustín Raggiati                    |                                    |  |

| Bandera de Brasil          |
| Campeón Brasil 7.mo Título |

## Tabla general
| Pos. | Equipo    | Pts | PJ | PG | PE | PP | GF | GC | Dif. | Rend. |
| ---- | --------- | --- | -- | -- | -- | -- | -- | -- | ---- | ----- |
| 1    | Brasil    | 16  | 6  | 5  | 1  | 0  | 42 | 10 | +32  | 88,8% |
| 2    | Argentina | 13  | 6  | 4  | 1  | 1  | 24 | 16 | +8   | 83,3% |
| 3    | Paraguay  | 9   | 6  | 3  | 0  | 3  | 20 | 18 | +2   | 50%   |
| 4    | Venezuela | 9   | 6  | 3  | 0  | 3  | 17 | 17 | 0    | 50%   |
| 5    | Colombia  | 9   | 5  | 3  | 0  | 2  | 12 | 13 | -1   | 60%   |
| 6    | Perú      | 6   | 5  | 2  | 0  | 3  | 15 | 14 | +1   | 40%   |
| 7    | Uruguay   | 6   | 4  | 2  | 0  | 3  | 8  | 20 | -12  | 40%   |
| 8    | Bolivia   | 6   | 4  | 2  | 0  | 3  | 14 | 18 | -4   | 40%   |
| 9    | Ecuador   | 3   | 5  | 1  | 0  | 4  | 16 | 20 | -4   | 20%   |
| 10   | Chile     | 3   | 5  | 1  | 0  | 4  | 9  | 31 | -22  | 20%   |

### Goleadores
| Jugador            | Selección | Goles |
| ------------------ | --------- | ----- |
| Leonardo Caetano   | Brasil    | 9     |
| Evandro Borges     | Brasil    | 9     |
| Leandro Altamirano | Argentina | 8     |
| Pablo Almeida      | Perú      | 7     |
| Feliz Alvarado     | Ecuador   | 5     |
| Óscar Fernández    | Venezuela | 5     |
| Andrés Terán       | Venezuela | 5     |
| Yderf Yucra        | Bolivia   | 5     |
| Paulo Rodríguez    | Paraguay  | 5     |